# Nicolas Soulier
Nicolas Soulier, né à Paris en 1951, est un architecte et urbaniste français, professeur d'architecture à l'École nationale supérieure d'architecture de Paris-La Villette de 2001 à 2009. 
Il milite pour que la rue – espace fondamental de la vie en ville – redevienne lieu de partage et de lien social.

## Biographie
Nicolas Soulier est né à Paris en 1951. Après des études de mathématiques et d’architecture, il exerce comme architecte à Paris. Sa première réalisation est une rangée de huit ateliers d’artistes, rue Decrès dans le 14e arrondissement de Paris, en 1982. 
Son projet le plus important, inauguré par la Ville de Paris en 1989, est l’opération Michelet, dans le 13e arrondissement de Paris. Elle forme un petit îlot et comprend un jardin public – le Jardin Michelet – ouvert sur les rues, entouré d’immeubles (logements privés, équipements publics, bureaux),.
Il fait partie des enseignants de l'École d'architecture de Versailles. 
En 1990 il ferme son atelier parisien pour se consacrer à la création de l’agence d’urbanisme de Nîmes. Architecte de l’agence d’urbanisme il contribue à une démarche de projet urbain innovante, présentée en 1993 lors de l’exposition du Centre Georges-Pompidou : expérience Nîmes - vers une ville sans banlieue,. 
Il mène ensuite des projets urbains de requalification de grands ensembles. Il décrit certains aspects de ces diverses expériences d’urbanisme dans son ouvrage Reconquérir les rues. Durant ces années en province, il enseigne dans les écoles d’architecture de Montpellier puis de Saint-Étienne.
De retour à Paris en 2001, il enseigne l’architecture et le projet urbain dans le cadre de l’École nationale supérieure d'architecture de Paris-La Villette. Il développe une démarche de recherche nourrie de voyages d’étude et de workshops, notamment en Allemagne et en Autriche. Il collabore avec Cécile Daladier, artiste, pour des interventions architecturales à micro-échelle : conception de jardins, d’installations, et d’objets.
En 2009 il se consacre à l’écriture du livre reconquérir les rues, exemples à travers le monde et pistes d’action. Il met un terme à sa carrière de professeur d’architecture, pour mener à bien ce travail. La bonne réception de ce livre, publié à Paris par les éditions Ulmer en 2012, lui vaut d’être invité à participer à de nombreuses émissions de radios ou de télévisions, colloques et conférences, et d’être sollicité comme consultant par des élus, des services techniques, des associations un peu partout en France.

## Reconquérir les rues
Dans son ouvrage, Nicolas Soulier dénonce les divers processus de stérilisation de la rue, en particulier par les réglementations municipales, la stérilisation routière en suivant l'exemple d'urbanisme à Nîmes, et la stérilisation résidentielle en prenant les exemples d'Aulnay-sous-bois et de Viry-Châtillon.
A contrario, des processus de fertilisation des rues sont à l’œuvre, et nous retrouvons les espaces créés pour une circulation douce à Rieselfeld et dans le quartier Vauban de Fribourg-en-Brisgau, le partage modal et frontal de la rue dans le quartier du Viertel à Brême.
Parmi les éléments centraux de ce travail, nous retrouvons la notion de partage modal des rues, avec une limitation de l'espace occupé par les voitures et d'une limite de leur vitesse à 30 km/h dans les zones résidentielles, pour un apaisement de la circulation de créer un code de la rue, et d'encourager des espaces de rencontre et l'usage du vélo en ville.

« Pourquoi reconquérir les rues Parce que c'est là que se joue, sans qu'on en soit toujours conscient, une grande partie de la qualité de la vie dans une ville ou un village. Il y a des rues où l'on se sent bien, des rues vivantes - sans forcément être commerçantes - où l'on se dit qu'on aimerait bien habiter et élever nos enfants. Et puis il y a des rues qui, à l'inverse, nous semblent mornes, stériles, désertes, et qui malheureusement sont devenues plutôt la norme dans notre pays. Pourquoi ? Est-ce inéluctable ? Dans ce livre, fruit de ses 30 années d'expérience d'architecte et d'urbaniste, Nicolas Soulier nous montre que c'est, certes, une histoire de voitures, auxquelles on accorde souvent une place disproportionnée, mais pas uniquement. Il nous montre que c'est avant tout une histoire de vie "spontanée ", de cadre qui permet à cette vie spontanée de s'exprimer; que cela tient souvent à des détails, des petites modifications qui, quand elles sont accumulées, peuvent avoir de grands effets. En France, la situation paraît souvent bloquée, stérilisée, et nombreux sont ceux qui pensent que si le progrès a détruit les rues, il faut s'y résoudre sans nostalgie. Après avoir effectué un état des lieux de nos blocages franco-français, Nicolas Soulier nous montre que cette situation n'est pas inéluctable et que de nombreux exemples de "reconquête des rues" fleurissent à travers le monde. De ces situations exemplaires, prises en Allemagne, en Suisse, au Danemark, en Angleterre, au Canada, aux USA et au Japon, l'auteur tire des conclusions pratiques et propose des pistes d'action pour "reconquérir nos rues". »

— Nicolas Soulier, Présentation du livre : "Reconquérir les rues : exemples à travers le monde et pistes d'actions", éditions Eugen Ulmer, 2012

## Notion de frontage

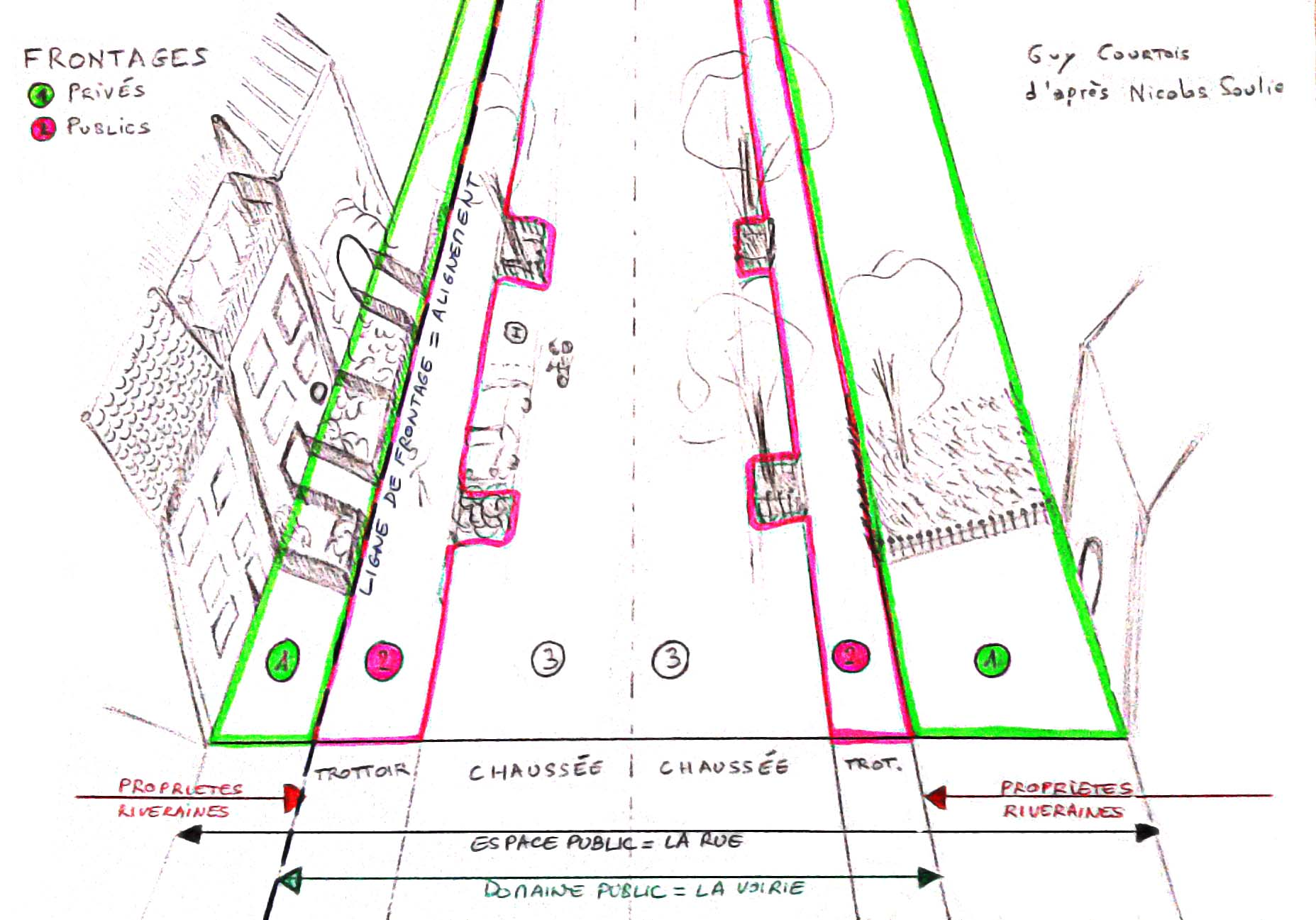
Frontages et chaussée

Élément clé de la pensée de Nicolas Soulier, la notion de frontage, permet de qualifier les différentes politiques urbaines à l’œuvre dans certaines villes. Soit dans le sens d'un rééquilibrage au bénéfice des riverains, avec les exemples hollandais, canadiens, américains ou japonais. Soit dans le sens d'une stérilisation, par la mise en place de parking, de poubelle, d'espaces tampon.

La ville de Leipzig, nous montre une municipalité qui mène une démarche de protection de ses frontages, par une rénovation urbaine prudente depuis 1999.

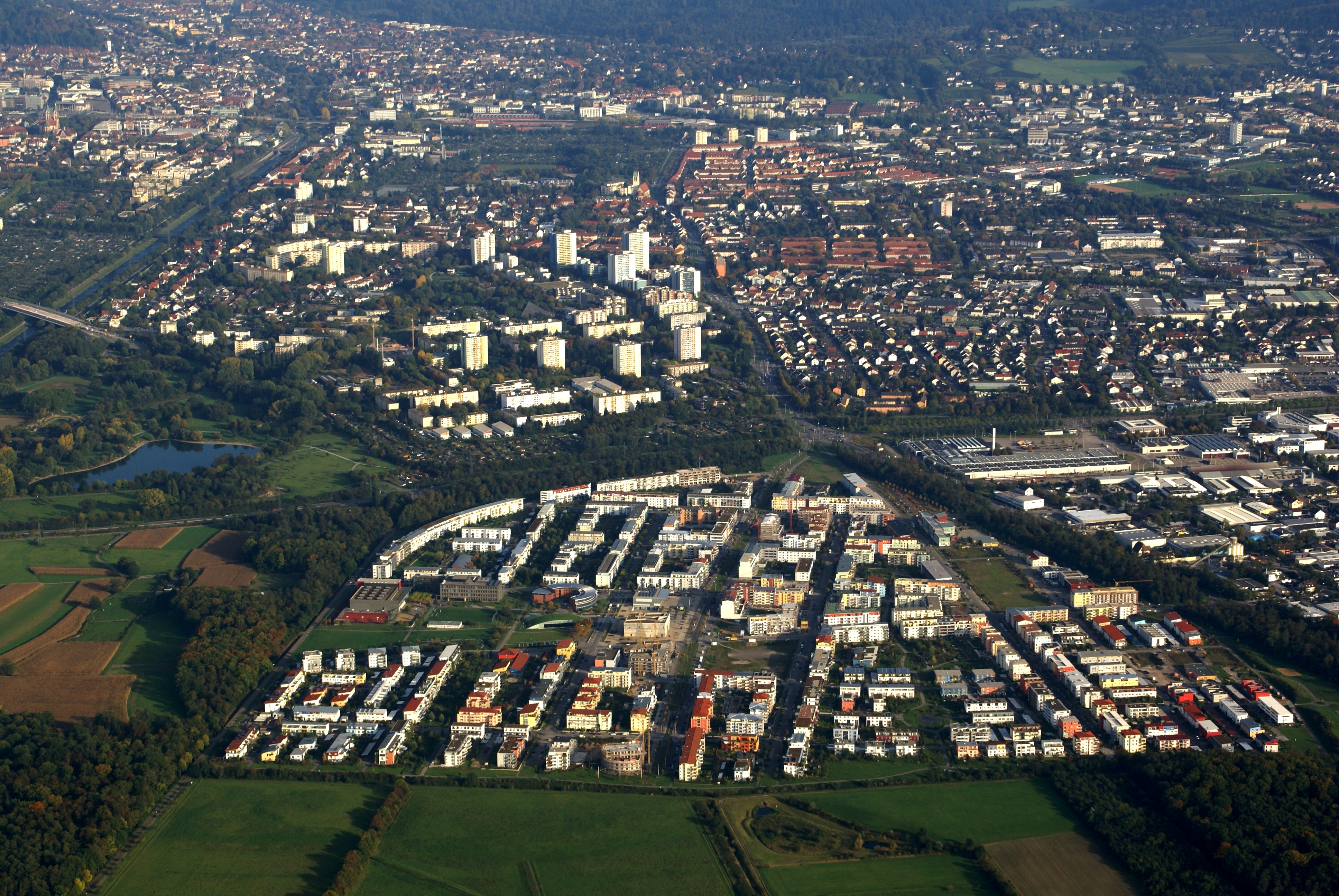
Nouveau quartier de Rieselfeld à Freiburg en 2007
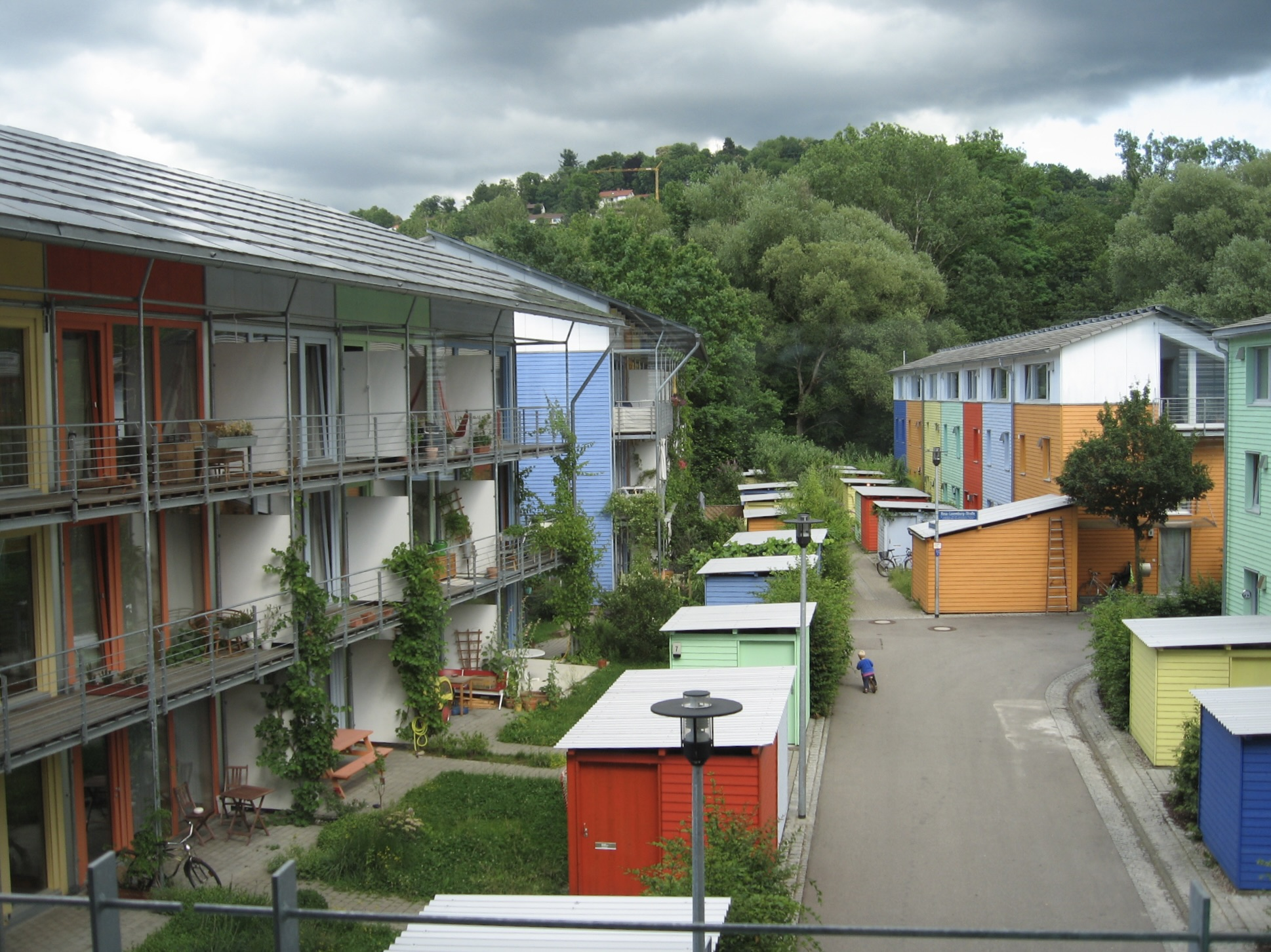
Écoquartier Vauban à Fribourg-en-Brisgau
Panneau allemand signalant le début d'une zone de rencontre

### Livre
- Reconquérir les rues : exemples à travers le monde et pistes d'actions, Paris, Les éditions Eugen Ulmer, 2012, 288 p. (ISBN 978-2841384693)

### Articles
- La mort de l'ordinaire, 1987, La ville inquiète, revue Le Temps de la Réflexion, Paris, Gallimard.
- Urbanité ou réseaux ? l'urbanité artificielle ou la perte de l'entre-deux, 1998, rapport Exclusion et liens financiers, Paris, Montchrestien, CDC.
- L'urbanité primaire- la vie sociale inorganisée de la rue » « heurts et malheurs d’un projet de réhabilitation. Tentative à la cité des 3000 », 1999, Villes bonnes à vivre – villes invivables, revue du MAUSS n°14, Paris, la Découverte.
- Vivre en site propre ? », 2001, Quelles nouvelles formes urbaines et architecturales pour les grands ensembles ?, Paris, CDU.
- Jardins de fenêtre, 2003, coécrit avec C Daladier, revue Les Carnets du Paysage, no 9, Arles, Actes Sud.
- Reconquête de la rue ou essor de la ville privée ? , 2007, La résidentialisation en question, CERTU -Ville de Grenoble.
- Projet urbain & urbanisme - le point de vue de l’architecture, 2008, Matières de ville, Paris, Ed de la Villette[11].